# Christian Ringnes
Christian Ringnes (født 3. marts 1954 i Oslo) er en norsk forretningsmand som især har arbejdet i fast ejendom, handel og udvikling.